# Michael St Edmund Burton
Sir Michael St Edmund Burton, KCVO, CMG (* 18. Oktober 1937) ist ein ehemaliger britischer Diplomat. Er war von 1985 bis 1990 der letzte Leiter der britischen Militärregierung in Berlin und von 1994 bis 1997 britischer Botschafter in Tschechien.

## Leben
Burton studierte am Woodcote House in Surrey und an der Bedford School. Von 1955 bis 1957 war Burton Second Lieutenant bei den 95th Rifles. 1960 trat er in den auswärtigen Dienst, studierte am Institut d’études politiques de Paris und am Middle East Centre for Arab Studies (MECAS) in Shemlan am Libanonberg. Von 1962 bis 1964 war er Beauftragter in Dubai und den Trucial States, wo er als Laienrichter wirkte. 1964 wurde er in der Abteilung Ost im Foreign Office beschäftigt. Von 1964 bis 1967 war er persönlicher Referent der Minister of State for Foreign Affairs (Staatssekretäre im Außenministerium) George Thomson und Walter Padley.
Von 1967 bis 1969 wurde er in Khartum, Sudan vom Botschaftssekretär zweiter Klasse zum Botschaftssekretär erster Klasse befördert. Zu Beginn seines Aufenthaltes regierte dort Sadiq al-Mahdi später Muhammad Ahmad Mahdschub schließlich unterstützte Dschafar an-Numairi einen Militärputsch. Die sudanesische Militärregierung warf der Royal Air Force vor, sich am Sechstagekrieg beteiligt zu haben, was dazu führte, dass Botschafter Sir Robert William Doughty Fowler zwischenzeitlich den Sudan verließ und die Botschaft in der Folge als British Interests Section in der italienischen Botschaft firmierte.
Burton führte zwei Gespräche mit dem britischen Außenminister und durfte, nach der Herabstufung seines Vertrauenslevels, eine Frau die in der Tschechoslowakei geboren war, heiraten. So konnte er keine Angaben machen, ob der Archivar der britischen Botschaft in Karthum, als er auch die Archive der dortigen sowjetischen Botschaft belieferte, sein Geld wert war. Von 1972 bis 1975 wurde er in der Abteilung Wissenschaft im Foreign and Commonwealth Office beschäftigt. Von 1975 bis 1977 leitete er als Botschaftssekretär erster Klasse die Konsularabteilung in Amman, Jordanien.
Von 1977 bis 1979 war Burton Botschaftsrat im Kuwait, von 1979 bis 1981 leitete er die Abteilung Maritimes, Luftfahrt und Umwelt des Foreign and Commonwealth Office. Anschließend leitete er von 1981 bis 1984 die Abteilung Südasien. Von 1984 bis 1985 war er zu BP als Leiter der Revision der Geschäftspolitik abgeordnet. 
Von November 1985 bis Oktober 1990 war er stellvertretender Kommandant des Britischen Sektors von Berlin und Leiter der britischen Militärregierung. In seine Amtszeit fielen der Fall der Berliner Mauer und die Deutsche Einheit.
Schließlich leitete er von 1990 bis 1992 das Büro der Britischen Botschaft in Berlin.
Am 13. Juni 1987 wurde er als Companion in den Order of St. Michael and St. George aufgenommen. 1992 wurde er außerdem Knight Commander des Royal Victorian Order. 1993 war er Assistent Under-Secretary of State der Abteilung Mittlerer Osten im Foreign and Commonwealth Office. Von 1994 bis 1997 war er Botschafter in Prag.